# Little White River (Mississagi River)
Der Little White River ist ein etwa 108 km langer linker Nebenfluss des Mississagi River im Algoma District in Südzentral-Ontario in Kanada.

## Flusslauf
Der Little White River hat seinen Ursprung in einem namenlosen See, etwa 50 km nördlich der Kleinstadt Elliot Lake. Von dort fließt er anfangs 10 km nach Süden, bevor er sich nach Südwesten wendet. Der Ontario Highway 546 folgt dem Flusslauf auf einer Strecke von etwa 40 km. Die unteren 70 km des Flusslaufs liegen im Little White River Provincial Park. Der Kindiogami River mündet von rechts, der Boland River von links in den Little White River. Der West Little White River mündet 47 km oberhalb der Mündung von Norden kommend, nachdem er 500 m weiter nördlich den Endikai Lake verlassen hat, in den Little White River. 7 km oberhalb der Mündung überquert der Ontario Highway 554 den Fluss. Dieser erreicht schließlich 22 km nordöstlich der am Nordufer des North Channel (Huronsee) gelegenen Kleinstadt Thessalon den Mississagi River.
Der Little White River weist in geringem Maße Flussschlingen auf. Das weitgehend ursprüngliche Gewässer weist zudem eine Reihe von Stromschnellen sowie Flachstellen mit Kiesuntergrund auf. Das Flussufer ist meist von Wald gesäumt. Es wachsen hauptsächlich Silber-Ahorn, Schwarz-Esche und Amerikanische Ulme. Außerdem befinden sich mehrere Feuchtgebiete mit Altarmen und Überschwemmungsflächen am Fluss.

## Hydrologie
Der Little White River entwässert ein Areal von etwa 1970 km². Der mittlere Abfluss (MQ) 7 km oberhalb der Mündung beträgt 27,1 m³/s. Das Frühjahrshochwasser ist gewöhnlich im April und im Mai. In diesen Monaten führt der Fluss mit im Mittel 72,3 bzw. 61,3 m³/s die größten Wassermengen.

## Flussfauna
Zur Flussfauna gehören Amerikanischer Seesaibling (lake trout), Bachsaibling (speckled trout) und Regenbogenforelle (rainbow trout).

## Freizeitmöglichkeiten
Der Fluss ist bekannt als Kanugewässer. Der Provinzpark, der fast den gesamten Flusslauf umfasst, bietet keine Infrastruktur.